# Swertia ciliata
Swertia ciliata är en gentianaväxtart som först beskrevs av George Don jr, och fick sitt nu gällande namn av Brian Laurence Burtt. Swertia ciliata ingår i släktet Swertia och familjen gentianaväxter. Inga underarter finns listade i Catalogue of Life.